# Holotrichia rufula
Holotrichia rufula är en skalbaggsart som beskrevs av Moser 1912. Holotrichia rufula ingår i släktet Holotrichia och familjen Melolonthidae. Inga underarter finns listade i Catalogue of Life.